# 2.4mR

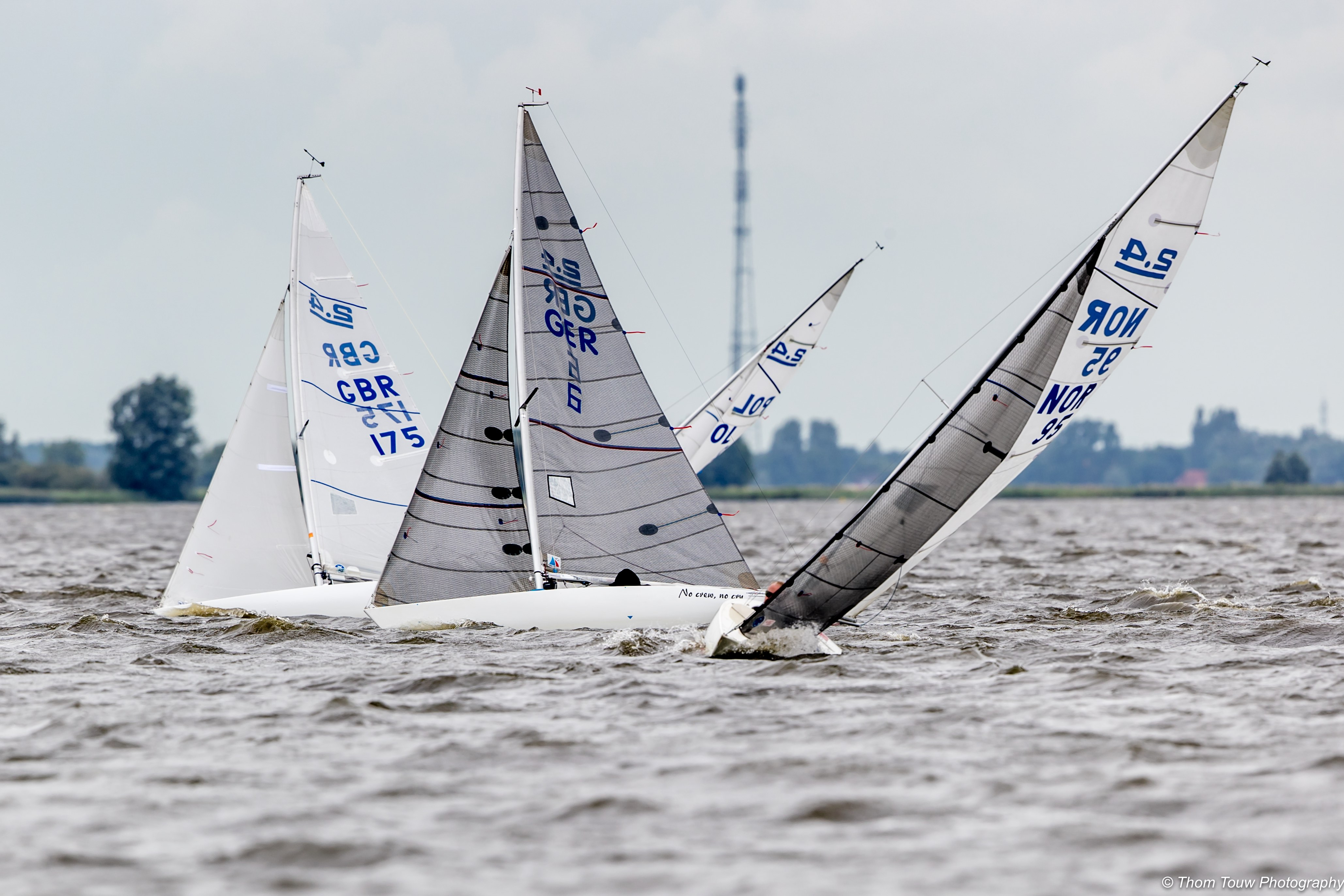
2.4mR Weltmeisterschaft Sneeker Meer, 2017

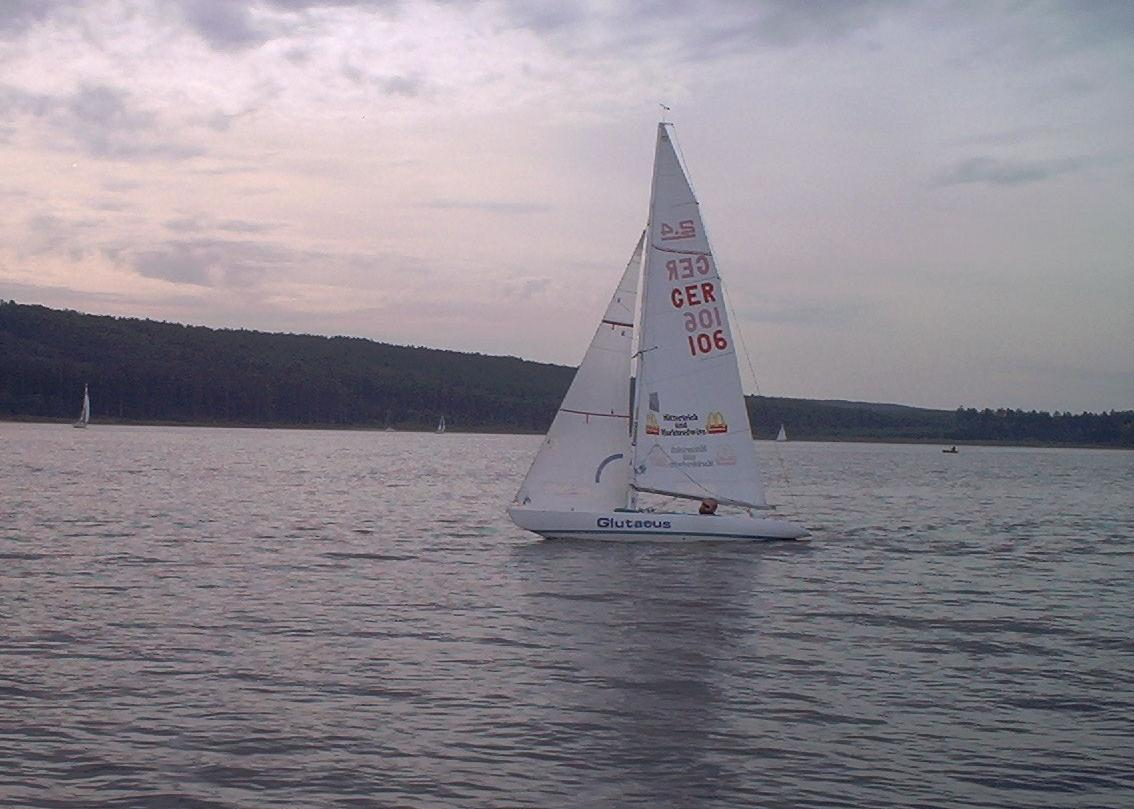
2.4mR auf dem Großen Brombachsee

2.4mR ist die offizielle Klassenbezeichnung eines Einmann-Kielbootes aus der Familie der Metre-Rule-Yachten wie 5.5mR, 6mR, 8mR oder 12mR.

## Begriff
Die 2.4mR-Klasse ist nach ihrem Rating benannt – dem Vermessungswert, der sich unter anderem aus dem Längen-, Breiten- und Verdrängungswerten des Rumpfes sowie den Segelmaßen ergibt. Wird ein Wert nach persönlichen Anforderungen des Seglers geändert, müssen die anderen so angepasst werden, dass sich der Vermessungswert wieder ergibt.

## Geschichtlicher Hintergrund
Die Regatten des America’s Cup in der 12mR-Klasse vor Newport (Rhode Island), USA, waren im Jahr 1980 der Auslöser für die Entwicklung der so genannten Mini-Zwölfer.

## Entwicklung
Drei bekannte Bootkonstrukteure Odd Lindqvist, Peter Norlin und Håkan Södergren entwarfen 1983 diese Yacht. Der Entwurf von Peter Norlin Mark 3 ist zwischenzeitlich auch eine von World Sailing anerkannte One-Design-Klasse, die in die Vermessungsformel der Konstruktionsformel hineinpasst. Die Boote werden weltweit gesegelt. Schwerpunkte sind Europa, USA und Australien, aber auch in Asien und Südamerika gibt es beachtliche Flotten. Bei Weltmeisterschaften sind Felder von über 100 Teilnehmern üblich. Der 2.4er hat den World Sailing International Class Status. Deutschland ist mittlerweile mit über 80 Seglern die größte Flotte von 2.4mR-Seglern international.
Ein Teil der Popularität ist auf die Eigenschaft zurückzuführen, dass das Boot perfekt für die Anpassung an behinderte Menschen ist. Für verschiedene Behinderungen ist es leicht umzubauen, es ist unsinkbar und erste Schläge sind sehr einfach zu segeln. Es stellt aber wegen der vielen Trimmmöglichkeiten hohe Anforderungen bei Regatten. „Easy to sail, but a challenge to race!“ fasst dies als Leitspruch prägnant zusammen. Weltweit ebenso wie in Deutschland sind etwa ein Drittel der Segler behindert (Para-Segler) und zwei Drittel nicht behindert. Das Regattasegeln im 2.4mR gilt als die einzige Sportart weltweit, in der Menschen mit und ohne Behinderung gegeneinander segeln.

## Status als paralympisches Boot
Mit Hilfe der Skandinavischen Yachting Association wurden die Abmessungsgrundsätze des 260 Kilogramm schweren, mit 7,5 Quadratmeter Segelfläche ausgerüsteten und in schwedischen, finnischen und britischen Werften hergestellten Kielbootes der International Yacht Racing Union (IYRU) 1988 in London vorgestellt. Im Jahr 2000 erhielt das Schiff den offiziellen paralympischen Status. Seit dem Jahr 2020 sind die paralympischen Segelwettbewerbe gestrichen. World Sailing bemüht sich um eine Wiederaufnahme des paralympischen Segelns in die Spiele 2028.
Bekannteste Segler der Klasse in Deutschland sind Ulli Libor, Silber- und Bronzemedaillengewinner im Flying Dutchman 1968 und 1972, sowie der Goldmedaillengewinner der Paralympischen Spiele 2000 in Sydney Heiko Kröger.